# Stadtapotheke (Gera)

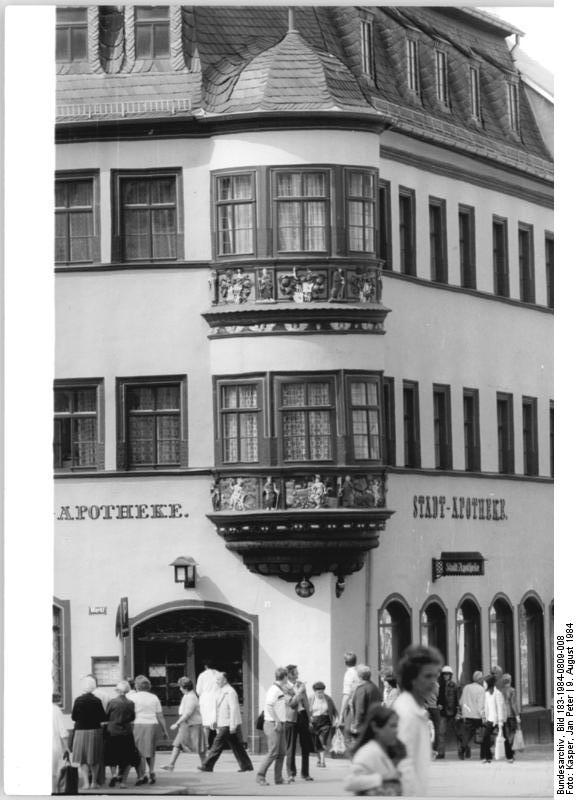
Die Stadtapotheke im Jahre 1984

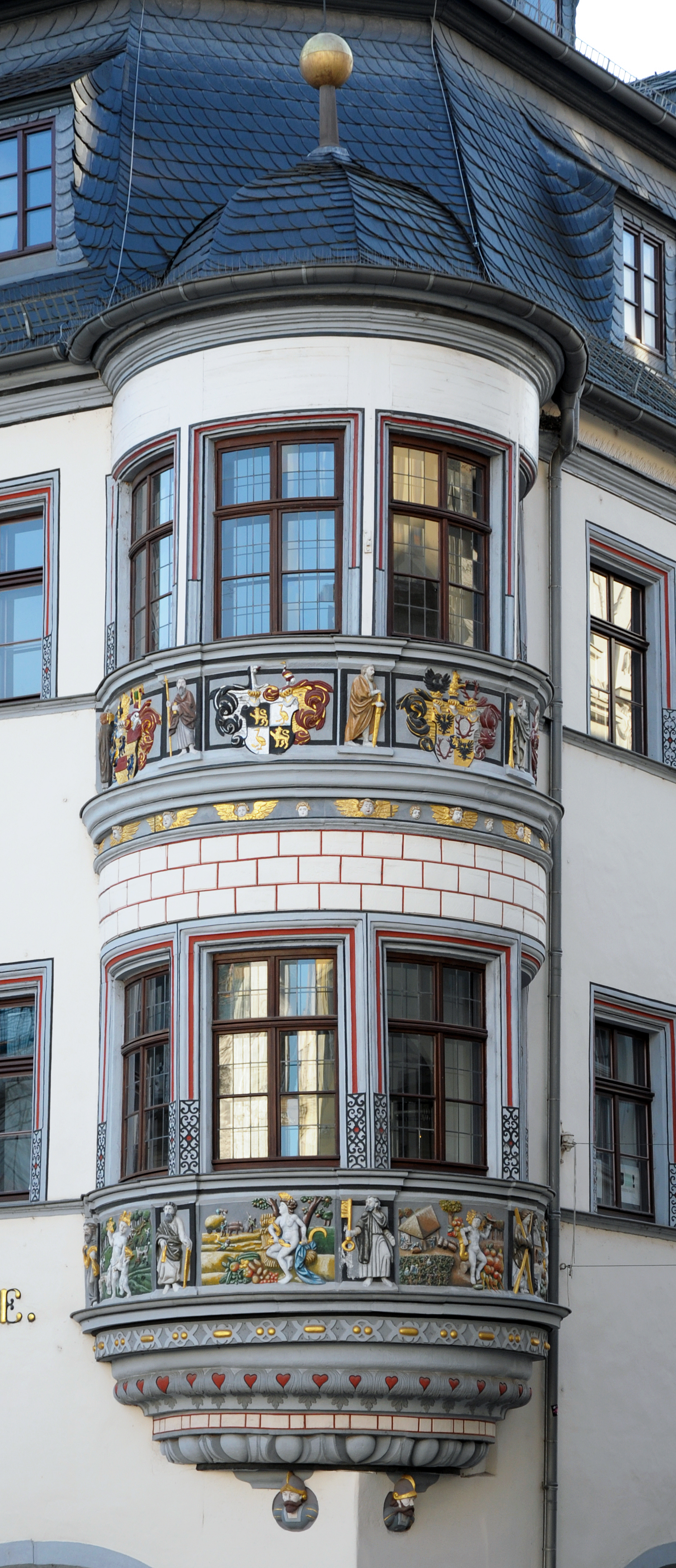
Der Erker der Stadtapotheke

Die Stadtapotheke ist eine Apotheke in der historischen Altstadt von Gera. Sie liegt an der Einmündung der Kleinen Kirchstraße an der nordwestlichen Ecke des Marktes. Bekannt ist sie für ihren reich verzierten Erker.

## Geschichte
Das Gebäude der heutigen Stadtapotheke wurde an der Wende vom 16. zum 17. Jahrhundert erbaut, eine historische Wetterfahne enthielt das für den Erker häufig genannte Baujahr 1606. Das Gebäude gehörte Anfang des 17. Jahrhunderts dem Geraer Bürgermeister Hans Hörel, allerdings lässt das Bildprogramm des Erkers darauf schließen, dass er bereits kurz vor 1600 angebracht wurde, als sich hier ein herrschaftliches Verwaltungsgebäude befand.
Die Stadtapotheke als Unternehmen wurde zwar ebenfalls zu jener Zeit, 1603, gegründet, zog jedoch erst 1847 in das Gebäude ein, dem sie ihren Namen gegeben hat. 1998 bis 2001 wurde das Gebäude umfassend saniert.

## Beschreibung des Erkers
Der zweistöckige, runde Erker ist unterhalb der Fenster mit Reliefs geschmückt. Die Reliefs des ersten Obergeschosses zeigen Darstellungen der vier Jahreszeiten, die des zweiten Obergeschosses Wappen mit Bezug auf den damaligen Landesherrn Heinrich Posthumus Reuß: neben seinem eigenen Wappen, dem reußischen, das seiner Mutter (Solms) und die seiner beiden Ehefrauen (Hohenlohe und Schwarzburg). Zwischen den Bildtafeln der Wappen und Jahreszeiten finden sich Darstellungen von zehn Aposteln (im ersten Obergeschoss Bartholomäus, Jakobus der Ältere, Simon Petrus, Andreas und Christophorus; im zweiten Obergeschoss Thomas, Philippus, Paulus, Judas Thaddäus und Johannes).